# ミュージカル
ミュージカル（英語: musical）とは、音楽・歌・台詞およびダンスを結合させた演劇形式のことである。
ユーモア、ペーソス、愛、怒りといったさまざまな感情的要素と物語を組み合わせ、全体として言葉、音楽、動き、その他エンターテイメントの各種技術を統合したものである。
musicalは、『音楽の』『音楽用の』を意味する形容詞である。名詞としてのmusicalは、『musical theater（音楽の劇）』の略語で、ミュージカル・プレイ、ミュージカル・コメディ、ミュージカル・レビューの総称である。

## 概要
ミュージカルは、通常の演劇（ストレートプレイ）の中に演出として劇中歌が入っているものとは異なる。トレヴァー・ナンは「歌詞の言葉は誇張されている。だが、単純な朗唱か歌唱では、単純でつまらなくなる〜パフォーマーは歌詞やメロディを自分たちが創造していると感じるところまで行き着くべきだ」と言っているように、単純に歌、台詞、踊りが含まれているだけの劇をミュージカルとは呼ばない。芝居、歌、ダンスがそれぞれ独立したものでなく、一体となって劇的効果を高めているのがミュージカルの特徴である。
ミュージカルは、全編を通じて一貫したストーリーが進行するブックミュージカルと、ストーリーがないブックレスミュージカル（またはコンセプトミュージカル）に大別できる。通常ミュージカルと言えば、ブック・ミュージカルを指すことが多い。ブック・ミュージカルの代表作として、『マイ・フェア・レディ』『サウンド・オブ・ミュージック』『オペラ座の怪人』などが挙げられる。また、ブックレス・ミュージカルの代表例としては『CATS』や『コーラスライン』などがある。
ミュージカルは、映画、テレビ、テーマパークにおけるアトラクションなど舞台以外のメディア上でも展開されることが大きな特徴のひとつである。比較的新しい演劇形式であるため、その方向性やスタイル、音楽においては、定まった形式が決まっておらず、聾唖者の手話やパペットを取り入れるなど、前衛的な試みが常に行われている。また、ミュージカルという演劇形式そのものに自己言及する傾向があるのも大きな特徴である。いわゆるバックステージものと呼ばれる作品がミュージカルには多い。
ミュージカルは上演形式としては一幕または二幕からなる場合が多い。ダンス・歌唱・楽曲の各要素の比率や構成には特に定まった形式はなく、レビューのように踊り中心のものから、ストレート・プレイに近いものまで、さまざまな形式の作品がある。台詞や歌のないダンスのみで構成された作品や、サーカスのようなほかの作品との融合、シェイクスピアなどの古典劇のミュージカル化など、さまざまな形式のミュージカルがある。
舞台で上演するほかに、映画としても数多くのミュージカル作品がある。たとえば『サウンド・オブ・ミュージック』『南太平洋』『踊る大紐育』が代表的な例であり、メトロ・ゴールドウィン・メイヤー・スタジオがこの分野を最も得意とする会社として大きなブランドを築いた。またディズニーも長編アニメーションでミュージカル作品を多数制作しており、実写とアニメーションを合成した『メリー・ポピンズ』のような異色作も生み出している。これらのミュージカル映画には舞台作品を映画化したものと、映画のためにオリジナルの作品を新たに作るものとの2種類がある。逆に有名な映画作品を舞台ミュージカル化する例も多く見られる。代表的な作品に『フェーム』『ヘアスプレー』『スクール・オブ・ロック』や、『カビリアの夜』のミュージカル化『スイート・チャリティー』などが挙げられる。
また最近では、既存のヒット曲をつないでミュージカル化した、いわゆるジュークボックス・ミュージカルという形式も流行しており、『マンマ・ミーア!』（ABBA）や『ウィ・ウィル・ロック・ユー』（クイーン）、『ジャージー・ボーイズ』（フランキー・ヴァリ&フォー・シーズンズ）、『ムーヴィン・アウト』Movin' Out（ビリー・ジョエル）、『Beautiful: The Carole King Musical』（キャロル・キング）、80'sロックのヒット曲で構成した『ロック・オブ・エイジズ』などが代表的である。
そのほか、コンピューターゲームの分野においても『マール王国の人形姫』シリーズのように、ミュージカルの要素を取り入れた作品が試みられている。

## 歴史
ミュージカルの形成は、以下のような流れを経ている。パリで演じられていたオペラ・コミックを発端に、『地獄のオルフェ』（天国と地獄）を作曲したジャック・オッフェンバックに影響を受けたヨハン・シュトラウス2世がウィーンでオペレッタ（ウィンナ・オペレッタ)を近代化し、さらにハーバート、フリムル、ロンバーグらがアメリカ合衆国に持ち込んでニューオーリンズで行われていたショーとなり、ミュージカルが誕生したと言われる。第1次世界大戦後のオペレッタ作品とミュージカルを厳密に峻別することは困難だが、前者の、オペラ発声の歌手、クラシック編成の管弦楽団、バレエダンサーによる舞踊、ドイツ語歌詞といった要素が、後者の、地声による自由な歌唱と一体化したダンス（歌手とダンスを分担しない）、打楽器を多用した自由なバンド編成、英語歌詞といった形へと置き換えられていった。ベルリンオペレッタやロンバーグのミュージカルなど、過渡的な形態のものも少なくないし、現代でもドイツ語ミュージカルの制作は盛んであり、両者の区分は常に流動的である。また、ブダペスト・オペレッタ劇場のように、地声発声でクラシックのオペレッタを上演する団体も存在する。オペラとミュージカルの両方を書いているレナード・バーンスタインは、歌によってドラマが進行するのがオペラで、ドラマの中で高まった感情を歌に託するのがミュージカルと定義しているが、これもひとつの説にすぎない。音楽の比重が高いのがオペラ、オペレッタという区分も微妙である。さすがにオペラやオペレッタでセリフが過半というものは存在せず多くて3割程度の比率であるが、ミュージカルは数曲程度しか歌がないものから全編が歌でセリフなしというものまでかなり幅広い。

## 構成
ミュージカルは通常、15分程度の休息を挟んだ2幕構成であり、上演時間は2時間から3時間ほどである。まれに1幕構成の作品も存在する。
出演者は小規模な作品では1人から4人程度だが、大規模な作品になると40人から50人にもなる。コストを圧縮するために、1人で何役も演じるアンサンブルもしくはノーボディーと呼ばれる俳優がいる場合が多い。たとえば『レ・ミゼラブル』海外公演では27人のキャストが100以上の役を演じた。
音楽は基本的にオーケストラやバンドによって生演奏されるが、日本では興行的な問題などで劇団四季のようにしばしば録音による演奏が行われる。通常は舞台下または舞台手前に設けられたオーケストラピットで演奏されるが、演出によっては舞台上に設定されたり、俳優に混じって演技の一部として演奏したりする。

## 興行形態

### アメリカ、イギリス
ブロードウェイやウエスト・エンドでは、上演が始まると客足が落ちて収益が見込めなくなるまで興行が続けられる。そのため、ヒットした作品は何年でも上演を続けられ、数年、数十年に及ぶロングランとなる作品も少なくない（最長連続上演記録については「ロングラン公演」を参照）。開幕すると翌日には新聞に劇評が掲載され、酷評によって数日で打ち切りとなる事例も見られる。
新たな作品の制作には短くても1年以上の期間をかけることが多く、カンパニーと呼ばれる単位でミュージカルを制作する。プロデューサーが企画を立てて出資者を募り、オーディションで出演者を選抜してカンパニーを構成する。2000年代ブロードウェイの観客の7割が外国人を含む観光客で、実写映画やディズニーアニメの舞台化で制作費が増大したため、米国および米国以外でも映画ヒット作に出演したハリウッドスターのヒュー・ジャックマン、トム・ハンクス、デンゼル・ワシントン、スカーレット・ヨハンソン、渡辺謙など世界的知名度を有し集客力のある俳優を起用し、チケット売上で制作費が確実に回収でき利益を上げられるシステムになっている。
アンダースタディとは、補欠・代役という意味である。基本的には本役の役者が演じるが、緊急の事故などの際に演じることのできるように用意している役者がおり、公演に穴を開けないシステムで、チケット払い戻しによる損失を防いでいる。新人にとってはチャンスにもなりうるが、本役に支障が出なければデビューすることはない。舞台装置は作品ごとに専用のセットと音響装置を舞台に作りこむのが普通で、劇場の設備を使用することはほとんどない。
ブロードウェイ・ミュージカルの場合、まずトライアウトと呼ばれる地方公演で観客の反応を見ながら作品の手直しを行う。時には曲や演出の大幅な変更、スタッフ、キャストなどの大幅な入れ替えを行う場合もある。ヒットしそうな作品に仕上がるとブロードウェイでの上演を行う。ブロードウェイで幕が開けばトニー賞の候補資格が得られる。多くの場合ブロードウェイでは約1か月の試演を行い、そこで好評を得られれば初日を迎えることができる。これとは別に、オフ・ブロードウェイまたはオフ・オフ・ブロードウェイと呼ばれる小規模な劇場で実験的に上演し、好評であれば次第に大きな劇場に移るやり方もある。
ブロードウェイでヒットすると、オリジナルのカンパニーとは別に巡業用のツアーカンパニーを組織し全米各地で巡業を行ったり、シカゴやトロント、ロサンゼルスなどの大都市でロングラン公演が行われることも多い。また、ワールドツアーカンパニーを組織して世界各地を従業して回ることもある。

### 日本
日本では、ミュージカル公演は劇団四季、宝塚歌劇団、Youth Theatre Japan（YTJ）、ふるさときゃらばん、音楽座ミュージカル、ミュージカルカンパニー イッツフォーリーズなどに代表される劇団形式と東宝、梅田芸術劇場、ホリプロなどの製作会社によるプロデュース方式が混在している。また、製作のほとんどが東京を中心とする首都圏か大阪を中心とする関西圏（宝塚歌劇団など）で行われている。
劇場の契約は週単位、もしくは月単位の場合が多いため、毎月演目が変わるレパートリー上演が主であり、専用劇場を持つ劇団四季以外はロングラン上演方式を採用していない。どんなに大ヒットしても1か月でクローズするため、1か月分以上の収益を見込めず、出来のいい作品が高い収益を継続的に生み出すことが難しい形態となっている。また、上演し続けることで手直しを加えながら完成度を高めていくことも難しいため、自然と事前に集客力を見込める、知名度の高い既存のスターを中心とした座長芝居やブロードウエイやウェストエンド作品になりがちで、個人客よりも安定した動員を見込める団体客による集客も営業上重要になる。しかしこうした翻訳・翻案作品は米国・英国での本場の公演があるため集客力が下がる。現地に行かなくとも、欧米系ミュージカルは、以前から映画化・ビデオ化され、サントラ盤で歌唱部分を原語で家庭で楽しむことができた。DVDが出てからは字幕を切り替ることができ、海外を市場とする欧米系ミュージカルDVDは購入価格も安価になるためミュージカル映画を家庭で楽しむことに貢献したが、演劇と映画が相乗効果を上げている海外とは対照的に、かえって入場料金の高い日本のミュージカル公演から客足を遠のかせている。日本語版に「トニー賞受賞」などという宣伝文句が付くことがあるが、ブロードウェイで上演された作品や上演者が受賞したのであって、日本での上演は厳密にはトニー賞受賞作品とは言えない。
さらに日本の観劇人口が少ないこともロングランを難しくしている。近年の海外ミュージカルは歌唱部分が多く、日本の興行が昼夜2回公演（海外は週8回公演で主に夜公演が中心）で俳優の声帯を守るために、日本では1つの役にダブルキャスト・トリプルキャストでさまざまな役者で複数のパターンで見られるメリットがある反面、俳優人件費と衣装もダブル・トリプル必要で入場料に跳ね返っているために、少ない観劇人口を入り口で締め出していて、利益を出すショー・ビジネスに程遠い状況になっている。
歌詞については、日本語は「ん」以外すべての音節に母音があるので重唱すると誰が何を言っているのか聞き取りにくく、さまざまな時代の漢語を取り込んだため同音異義語が多く、一つの音符に対して一文字の制約を受ける日本語翻訳の歌詞は情報量が少なくなるため、ミュージカルのストーリーを分かりにくくしている。それでも、東京公演が盛んなのは、俳優志望の者が勉強として観劇するからで、地方では観劇が娯楽なので割引や景品として売り出されないと空席が埋まらない。また地方公演では、地方公共団体のホールの貸出規則が厳しく、ロングラン公演はおろか月単位での公演を行うのも難しい。
一方、漫画を原作としたミュージカルが、「2.5次元ミュージカル」と呼ばれるようになり、日本語を前提にした作曲を行い、これまでミュージカルに馴染みのなかった層を中心に人気を集めている。日本2.5次元ミュージカル協会が発表した2015年度末の集計では、年間製作本数100本、観客層動員数も145万人を超える急成長を見せている。古くは『ベルサイユのばら』に始まり、2000年代からは集英社が『テニスの王子様』（通称テニミュ）や『BLEACH』など週刊少年ジャンプ連載作品を次々ミュージカル化、大ヒットしたテニミュのようにシリーズ化されて10年近く公演が続いている作品もある。問題となる劇場の確保やスタッフのギャラ、広告宣伝費も資金に余裕のある大手出版社であるため、開始当初は空席が目立つ赤字公演であっても、人気が出るまで上演を継続できる利点がある。
日本のカーテンコールについてジョン・ケアードは、「ブロードウェイのスタンディングオベーションには慣れていたけど拍手はコートを着ている1分間。でもここ（日本）では、カーテンコールが5回、10回、20回も」と語っている。日本に比べて欧米のカーテンコールが短いのは、欧米の夜公演が平日でも開幕が20時と遅く、その分終演も遅いため帰宅時間が明日の予定に差し障ることを嫌うからである。
1. ミュージカルから生まれたヒットソング
2. ミュージカルの中のナンバーが作品を離れて、ヒットソングとなることがある。
3. 『ラ・マンチャの男』の「見果てぬ夢」や『Annie』の「Tomorrow」はさまざまな歌手によってカバー版が歌われた。『CATS』の「メモリー」は作品よりも先に世界的なヒットとなり、『ジキル&ハイド』の「今このとき」は1992年アルベールビル冬季オリンピックの公式テーマ曲に選ばれた。『わたしを野球につれてって』のタイトルナンバー「わたしを野球につれてって」はアメリカのメジャー・リーグの7回攻撃前に必ず球場で観衆が歌うことが慣例となっている。サッカTemplate:Kijhzーのサポーターソングとして知られる『ユール・ネヴァー・ウォーク・アローン』は、もともと『回転木馬』のナンバーである。また、『サウンド・オブ・ミュージック』からは多くのヒット曲が生まれ、「ドレミのうた」「エーデルワイス」「私のお気に入り」などは、さまざまにアレンジされてカバーされ、今やもともとのミュージカルを離れ、世界的にポピュラーな曲となっている。

日本では1960年に初演された「見上げてごらん夜の星を」のタイトルナンバーがヒットした例がある。さらに遡れば1917年初演の『カフェーの夜』から大流行した「コロッケの唄」がミュージカル発ヒットソングの元祖的存在である。